# Criminalidade na Guiana

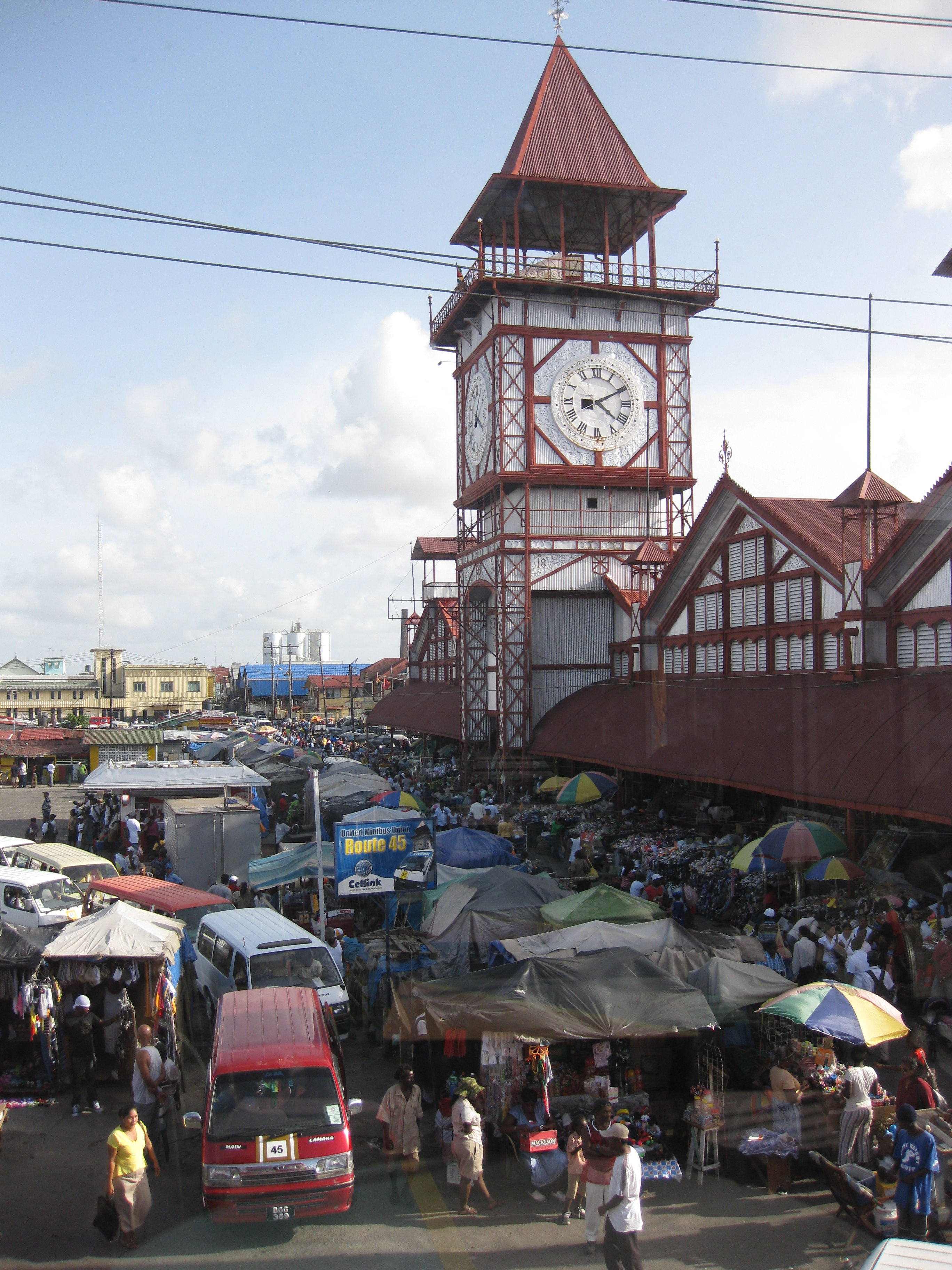
Mercado Stabroek, Georgetown.

O crime na Guiana é investigado pela polícia da Guiana.

## Crime por tipo

### Assassinato
Em 2012, a Guiana teve uma taxa de homicídio de 15,0 por 100.000 habitantes. Houve um total de 135 assassinatos na Guiana em 2012. A taxa de homicídios da Guiana em 2013 foi de 20,4 por 100.000 pessoas, a quarta maior taxa de homicídios na América do Sul (atrás da Venezuela, Colômbia e Brasil).

### Violência doméstica
A violência doméstica é um problema em todas as regiões da Guiana. A aplicação das leis de violência doméstica é particularmente fraca no interior, onde a polícia não tem uma presença tão forte e os tribunais se reúnem apenas uma vez por trimestre.
As ONGs relatam uma percepção generalizada de que alguns policiais e magistrados poderiam ser subornados para que os casos de violência doméstica "desaparecessem". O governo também não processa casos em que a suposta vítima ou a família da vítima concordaram em desistir do caso em troca de um pagamento em dinheiro fora do tribunal. As ONGs afirmam que há a necessidade de uma Vara de Família especializada.

### Roubo
Os assaltos à mão armada ocorrem regularmente, especialmente em áreas comerciais e no comércio, especialmente na capital Georgetown. Em todo o país, houve 512 roubos à mão armada durante o período de janeiro a outubro de 2012 (um aumento de 15% em relação a 2011).

## Crime por região

### Georgetown
Em Georgetown, as áreas de alta criminalidade incluem Tiger Bay, Albouystown, Sophia, todo o sul de Georgetown, Buxton e Agricola. Os roubos são uma ocorrência diária na área do Stabroek Market. Vários assaltos ocorreram no Jardim Botânico.